# طبقه‌بندی انرژی خانه‌ها
طبقه‌بندی انرژی خانه‌ها (Hers) مقیاس استانداردی برای اندازه‌گیری اثربخشی سیستم‌های انرژی خانه‌های جدید و قدیم می‌باشد. این مقیاس بیشتر برای اندازه‌گیری و مقایسه سرمایش و گرمایش محیط داخلی می‌باشد. انرژی مهم‌ترین عامل در این قیاس می‌باشد. این مقیاس بیشتر برای اندازه‌گیری و مقایسه سرمایش و گرمایش محیط داخلی می‌باشد.her به مصرف‌کنندگان در مورد اثر بخشی انرژی اطلاع‌رسانی می‌کند و به تشویق آن‌ها در استفاده از این اطلاعات در تصمیم برای طراحی و ساخت یا خرید منازل می‌پردازد. وسایل طبقه‌بندی انرژی زیادی موجود است که می‌توان به صورت چرخه‌ای از انرژی در ساختمان‌ها مبدل شود. این وسایل اساساً با مباحث عددی یا برنامه‌های کامپیوتری در ارتباط‌اند. بنابر این her به کمک کامپیوتر به بهبود و طبقه‌بندی انرژی می‌پردازد.

## طرح کلی طبقه‌بندی انرژی خانه‌ها
Hers طرحی برای استانداردسازی و ارزیابی اثر بخشی انرژی و هزینه‌های مورد انتظار برای ان است. این طرح ارائه دهنده خطوط راهنما برای طبقه‌بندی انرژی است. در همه کشورها Hers دارای طیف وسیعی از ابعاد، اهداف و روش‌های ارزیابی می‌باشد اما خروجی همه آن‌ها به یک روش مشابه انجام می‌گیرد.

## خروجی hers
Hers سه نوع خروجی تولید می‌کند:
امتیاز طبقه‌بندی
انرژی مصرفی و هزینه پیش‌بینی شده برای ان
توصیه‌ها

### امتیاز طبقه‌بندی
ارزیابی امتیاز عملکرد انرژی دربارهٔ نحوه چگونگی و مقدار مصرف انرژی مؤثر در ساختمان‌ها نسبت به سازه‌های مشابه می‌پردازد. این ارزیابی رنج امتیاز ۰–۱۰۰ یا ۱–۵ ستاره را در بر می‌گیرد. امتیاز دهی با مقایسه استانداردهای ساختمان ساخته شده با بنای مرجع انجام می‌گیرد. امتیاز ۵۰ نشان دهنده عملکرد انرژی متوسط، و ۷۵ و بیشتر از ان حاکی بهترین عملکرد است. هر چه امتیاز بیشتر باشد اثر بخشد و کارایی بهتر است.

### انرژی مصرفی و هزینه پیش‌بینی شده برای ان
به پیش‌بینی انرژی و هزینه مورد نیاز مطابق با اهداف مورد نظر نظیر سیستم سرمایشی، گرمایشی و تأمین اب گرم برای واحدهای مسکونی می‌پردازد. خروجی‌ها در مقیاس مطلق خلق می‌شود. سبک قیاسی این خروجی‌ها مانند مقایسه نسبت ماشین‌ها با واحد لیتر بر کیلومتر می‌باشد.

### توصیه‌ها
hers می‌توانند توصیه‌های زیادی بر اساس تجزیه تحلیل هزینه و چرخه زندگی ارائه دهد. این توصیه‌ها می‌توانند مربوط به هر یک از موللفه‌های ناکارآمد ساختمان نظیر لایه عایق در دیوار کامپوزیت، دستگاه تهویه هوا و پنجره‌های دو جداره باشد.

## انواع Hers
Hers در کشورهای متفاوت با نام‌های متفاوت شناخته می‌شوند. توصیفات و تعاریف hers به سیاست‌های ملی هر کشور مرتبط است. اما به‌طور کلی در سه دسته طبقه‌بندی می‌شود.
چشم‌انداز hers:فراهم آورنده حداقل استاندارد مواد تجهیزات و روش طراحی برای ساخت و ساز است.
hers بر اساس محاسبه: از مدل‌سازی کامپیوتری برای پیش‌بینی عملکرد انرژی مورد نیاز می‌پردازد.
hers مبتنی بر عملکرد: بهره‌وری انرژی ساختمان‌ها توسط مقایسه مصرف انرژی واقعی در برابر استانداردها مشخص می‌شود.

## = نیاز به Hers
افزایش جمعیت و عوامل اقتصادی برخی از فاکتورهایی هستند که بر روند افزایش مصرف انرژی تأثیرگذار بوده‌اند. در کشورهای توسعه یافته نرخ رشد مصرفی انرژی ۱٫۱ در صد می‌باشد در حالی که در کشورهای در حال توسعه این نرخ ۳ برابر بیشتر می‌باشد. افزایش مصرف انرژی باعث رهاسازی گازهای گل‌خانه‌ای بیشتری می‌شود. افزایش تقاضا انرژی، منابع محدود ان، قیمت بالا رونده سوخت و افزایش گرمای زمین از علل تشویق‌کننده به صرفه جویی می‌باشد. ساختمان‌ها یک سوم منابع جهان را مصرف می‌کنند. در حال حاضر در اغلب کشورها حدود ۴۰ درصد از منابع در سازه‌ها صرف می‌شود. مصرف گازهای گل‌خانه‌ای در مقایسه با آژانس بین‌المللی انرژی iea در حال افزایش سریع است.iea ساختمان‌ها را عامل اصلی تولید گاز گل‌خانه‌ای می‌داند.
در نتیجه می‌توان گفت Hers نقش مهمی در ایجاد استاندارد و کاهش مصرف و تولید گاز گل‌خانه‌ای ایفا می‌کند.

## استرالیا
۵ ستاره طرح برگزیده استرالیاست که در سال ۱۹۸۰ توسط کنگره gmi استرالیا انتخاب شد. این طرح بر سه‌پایه عناصر، شیشه‌ها، حجم و عایق سازی استوار است به علت بسیاری از محدودیت‌ها این سیستم در طرح توسعه ویکتوریا ۱۹۹۰ شکست خورد. در ۱۹۹۳ طرح hrs انعطاف‌پذیر تری روی کار آمد که مناسب با شرایط جغرافیایی آن جا بود. در حال حاضر طرحی شامل مورد استفاده است.

## برزیل
اولین Hers در سال ۲۰۰۳ به وجود آمد در ۲۰۰۷ گسترش یافت و در ۲۰۱۲ ساختمان‌های مسکونی و تجاری را شامل شد. امتیاز دهی از A-E می‌باشد.Aبیانگر بالاترین امتیاز و E پایین‌ترین است.
عملکرد حرارتی ساختمان
بهره‌وری سیستم‌های نور پردازی
کارایی و قدرت نصب و تهویه مطبوع

## کانادا
Hers از سال ۱۹۹۷ در کانادا وجود داشته‌است. ۲ برنامه دولتی HERS:
راهنمای صرفه جویی انرژی در خانهEGH
راهنمای صرفه جویی انرژی در خانه جدیدEGNH
هر دو این برنامه‌ها از HOT 2000 , HOT2XP برای امتیاز دهی استفاده کردند.
R2000 شامل نمرات بین ۸۰–۸۵ است
مدل ملی کانادا امتیاز ۷۰–۷۵ است
بقیه پیرو سایر HERSها می‌باشند.

## چین
وزارت مسکن شهرسازی و توسعه روستایی در سال ۲۰۰۸ این مقوله را اجرایی کرد این طرح برای ساختمان‌های دولتی تجاری و ساختمان‌های بزرگ استفاده از برچسب سبز را اجباری اکرده‌است. امتیاز دهی از ۱–۵ ستاره است
این ایتم‌ها با شبیه‌سازی و اندازه‌گیری کامپیوتری به دست می‌آید
حداقل اقلام مورد نیاز برای تهویه و سیستم گرمایشی
موارد انتخابی: به انرژی اضافی سیستم مدیریت که الزامی نیست اشاره دارد استفاده از
انرژی‌های تجدید پذیر، فناوری‌های انرژی کارآمد نوآورانه را تحت پوشش قرار می‌دهد.